# Marion Isbert
Marion Isbert (Vallendar, 25 de febrero de 1964, nacida Marion Feiden) es una ex futbolista internacional alemana. Como portera fue internacional en 58 ocasiones con Alemania. Ganó 3 Bundesligas Femeninas de Alemania con el TSV Siegen.

## Carrera
La carrera de Marion Isbert comenzó como delantera en el TuS Ahrbach, con el que llegó a la final del campeonato alemán en 1989 y fue máxima goleadora.
Un año después, ella y su equipo no lograron clasificarse para la nueva Bundesliga Femenina. Luego fichó por Jutta Nardenbach en el TSV Siegen, con el que fue campeona de Alemania en 1991 y 1992, también llegando a la final de la Copa DFB en ambas temporadas, perdiendo en la final ante el Grün-Weiß Brauweiler y el FSV Frankfurt. Después de la temporada perdió su lugar en el once titular ante Silke Rottenberg.

## Carrera internacional
Fue internacional en 58 ocasiones con la selección femenina de fútbol de Alemania.
Isbert debutó en el primer partido internacional femenino oficial de la DFB el 10 de noviembre de 1982 contra Suiza.
El punto culminante de su carrera fueron las semifinales de la Competición Europea de Fútbol Femenino de 1989. En la tanda de penaltis contra Italia,, detuvo tres penaltis antes de marcar ella misma el gol decisivo. El equipo ganó la competición y lo defendió dos años después, en el Campeonato Femenino de la UEFA de 1991.
En 1991, también formó parte del equipo en la Copa del Mundo, donde fue considerada una de las mejores porteras del torneo. El partido por el tercer puesto contra Suecia fue su último partido como internacional. Luego renunció a la selección nacional por motivos familiares.

## Premios
Al igual que sus compañeras de la selección nacional, recibió la Hoja de Laurel de Plata (Silbernen Lorbeerblatt) por ganar la Competición Europea de Fútbol Femenino de 1989.

## Clubes
| Club        | País     | Año       |
| ----------- | -------- | --------- |
| TuS Ahrbach | Alemania | 1987-1990 |
| TSV Siegen  | Alemania | 1990-1992 |